# Hamburg Leuchtfeuer
Hamburg Leuchtfeuer wurde 1994 als gemeinnützige Gesellschaft gegründet. Ursprünglich aus dem Aidshilfe-Kontext entstanden, ist Hamburg Leuchtfeuer heute eine gemeinnützige Organisation für alle Menschen, unabhängig vom Krankheitsbild. Neben Aufwind, der psychosozialen Begleitung für Menschen mit HIV, und dem Hospiz für schwerkranke und sterbende Menschen umfasst das Netzwerk von Hamburg Leuchtfeuer seit 2007 auch das Lotsenhaus in Hamburg-Altona – ein Haus für Bestattung, Bildung und Trauerbegleitung. Im Dezember 2020 eröffnete zudem das barrierefreie Wohnprojekt Festland für junge Menschen mit chronischen Erkrankungen. Dieses liegt im Quartier Baakenhafen der HafenCity Hamburg.

## Aufbau und Aktivitäten
Hamburg Leuchtfeuer ist eine gemeinnützige GmbH, deren Gesellschafter seit 2004 die ebenfalls gemeinnützige, 2004 von Frank Otto gegründete Leuchtfeuer Stiftung ist. Seit 1995 bietet das Team von Aufwind im Rahmen der Eingliederungshilfe Beratung und Begleitung für Menschen mit HIV und Aids und unterstützt sie bei der Wohnungssuche. 1998 eröffnete Hamburg Leuchtfeuer in Hamburg-St. Pauli ein stationäres Hospiz in einem Nebengebäude des ehemaligen Israelitischen Krankenhauses, zunächst nur für HIV-Infizierte und AIDS-Kranke. Mittlerweile nimmt das im heutigen Betty-Heine-Stieg gelegene Hospiz auch Menschen mit anderen unheilbaren, in absehbarer Zeit zum Tode führenden Krankheiten auf. 2007 wurde das Lotsenhaus eröffnet, ein Haus für Bestattung, Bildung und Trauerbegleitung. Das Wohnprojekt Festland wurde am 1. Dezember 2020 im Quartier Baakenhafen der HafenCity Hamburg eröffnet; es bietet jungen Menschen mit chronischen Erkrankungen ein barrierefreies und bedarfsgerechtes Wohnen in Gemeinschaft.
Hamburg Leuchtfeuer beschäftigt rund 70 hauptamtliche und über 100 ehrenamtliche Mitarbeiter (Stand 2023). Das Kuratorium von Hamburg Leuchtfeuer hat die Aufgabe, die Anliegen der gemeinnützigen Organisation in der Öffentlichkeit zu kommunizieren. Dazu zählen unter anderem Jan Foertsch, Maria Jepsen, Wolfgang Joop, John Neumeier, Corny Littmann, Olaf Scholz, Frank Otto, Nane Mundt und Andrea Schaeffer.

## Unterstützer
Die gemeinnützigen Bereiche der psychosozialen und Alltagsbegleitung, der Betreuung im Hospiz sowie der Bildung und Trauerbegleitung im Lotsenhaus von Hamburg Leuchtfeuer finanzieren sich aus Spenden und Förderungen. 1.250.000 Euro Spenden sind im Jahr 2023 notwendig, um die Angebote bei Aufwind, im Hospiz, im Lotsenhaus und bei Festland aufrechterhalten zu können. In erster Linie kommen die Spenden von Privatpersonen und Unternehmen. Darüber hinaus engagieren sich viele Menschen im Rahmen unterschiedlicher Benefiz-Aktivitäten. Zu den bekanntesten Benefiz-Aktionen zählt der alljährliche Verkauf des Leuchtfeuer-Teddys.